# Helvijs Lūsis
Helvijs Lūsis (Aizputes novads, 14 januari 1987) is een Lets bobsleeër. Hij vertegenwoordigde zijn vaderland op de Olympische Winterspelen 2014 in Sotsji.

## Carrière
Op 4 december 2011 maakte Lūsis zijn wereldbekerdebuut in Igls in de tweemansbob. Samen met Oskars Melbārdis, Arvis Vilkaste en Jānis Strenga eindigde hij 8e.
In 2014 nam Lūsis deel aan de Olympische winterspelen in Sotsji. Aan de zijde van Oskars Ķibermanis, Raivis Broks en Vairis Leiboms eindigde hij 14e in de viermansbob.

## Resultaten

### Olympische Winterspelen
| Jaar | Plaats | Resultaten      | Bemanning                  |
| ---- | ------ | --------------- | -------------------------- |
| 2014 | Sotsji | 14e Viermansbob | Ķibermanis, Broks, Leiboms |

### Wereldkampioenschappen
| Jaar | Plaats      | Resultaten      | Bemanning                    |
| ---- | ----------- | --------------- | ---------------------------- |
| 2012 | Lake Placid | DNF Viermansbob | Melbārdis, Vilkaste, Strenga |